# Vuorisalo (ö i Päijänne-Tavastland)
Vuorisalo är en större halvö i Finland.   Den ligger i sjön Päijänne och i kommunen Sysmä i den ekonomiska regionen  Lahtis ekonomiska region  och landskapet Päijänne-Tavastland, i den södra delen av landet, 170 km norr om huvudstaden Helsingfors.